# Nan Huai-Chin

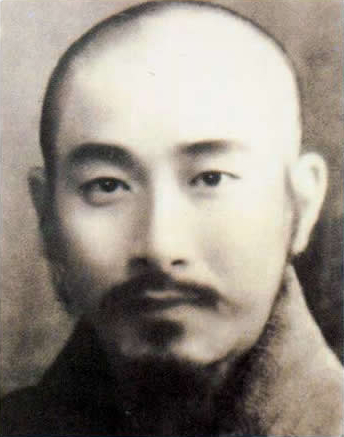
Nan Huai-Chin (1945)

Nan Huai-Chin (chinesisch 南懷瑾 / 南怀瑾, Pinyin Nán Huáijǐn) (* 18. März 1918; † 29. September 2012) war ein spiritueller Lehrer des heutigen China. Er war der bedeutendste Schüler des Laienchan-Buddhistenlehrers Yuan Huanxian und erhielt eine Bestätigung seiner Erleuchtung durch verschiedene Meister der buddhistischen Traditionen. Er wurde von vielen als die große Kraft in der Wiederbelebung des chinesischen Buddhismus angesehen. Während Nan von vielen in China als einer der einflussreichsten Lehrer des Chan-Buddhismus angesehen wurde, war er außerhalb des chinesischen Kulturraums wenig bekannt. Nan starb im Alter von 95 Jahren am 29. September 2012 in Suzhou, China.

## Frühes Leben und militärische Karriere
Nan Huai-Chin wurde am 18. März 1918 in eine Familie gelehrter Beamter (Mandarine) im Kreis Yueqing, Stadt Wenzhou, Provinz Zhejiang geboren. In seiner Jugend erhielt Nan eine klassische Ausbildung, die verschiedene konfuzianische und daoistische Werke sowie traditionelle chinesische Medizin, Literatur, Kalligraphie, Poesie und andere Themen einschloss. In seiner Jugend, im Alter von 18 Jahren, wurde er Kampfkunstmeister der Provinz, nachdem er mehrere chinesische Kampfkünste einschließlich Schwertkunst mit dem Jian studiert hatte.
Nan studierte Sozialwissenschaften an der Jinling-Universität (heute verbunden mit der Universität Nanjing) und  ging später weiter, um an der Republic of China Military Academy in Nanjing zu lehren. In den späten 1930er Jahren, im Alter von 21 Jahren, wurde Nan militärischer Kommandeur an den Grenzregionen von Sichuan, Xikang und Yunnan während des zweiten chinesisch-japanischen Krieges. Dort führte er eine lokale Gruppe von 30.000 Mann gegen die japanische Invasion.

## Buddhistische Praxis
Wenig später beendete Nan seine militärische Karriere, so dass er sich voll und ganz dem Studium des Buddhismus und der Meditation widmen konnte. Im Jahre 1942, im Alter von 24 Jahren, ging er auf eine dreijährige Meditationsretreat in den Emei Shan. Es wird gesagt, dass es dort war, dass er seine Aufklärung gegen den chinesischen buddhistischen Kanon überprüfte. Während dieser Zeit war Yuan Huanxian (袁煥仙, 1887–1966) Nans primärer Lehrer.

## Tod
Am Morgen des 19. September 2012 verschlechterte sich der Gesundheitszustand von Nan Huaijin und führte später zu einer schweren Lungenentzündung. Er verstarb am 29. September 2012. Es wird berichtet, dass nach Nan Huaijins Tod viele Reliquien entstanden, die in sieben Porzellangefäße gefüllt werden mussten. Diese Reliquien waren fast alle gleich groß, kugelförmig und von unterschiedlicher Farbe. Einige hochrangige Mönche behaupteten, dass es in der Geschichte noch nie vorgekommen sei, dass alle Reliquien nach der Verbrennung eines Heiligen dieselbe Form und Größe hätten. Da sie jedoch nicht beim Verbrennungsvorgang anwesend waren, wäre es unangemessen, eine endgültige Aussage zu treffen. Viele Menschen kommentierten, dass ähnliche Reliquien wie diese auf Taobao erhältlich seien.
Im ersten Band der Biographie hochrangiger Mönche heißt es: "Ist die Weiße Gottheit nur ein Strahlenphänomen? Selbst das Feuer der Äonen kann sie nicht verbrennen. Selbst der Vajra-Stab kann sie nicht zerschlagen. Es wurde angeordnet, dies zu überprüfen. Als sie es versuchten, schworen sie, dass der Buddha-Geist von den Lebewesen verehrt wird. Möge er durch Wunder seine Macht zeigen. Dann legten sie die Reliquie auf einen Amboss und schlugen darauf. Sowohl der Amboss als auch die Reliquie waren unversehrt." Einige Leute schlugen vor, die Echtheit von Nan Huaijins Reliquien gemäß der Methode in der Biographie hochrangiger Mönche zu überprüfen, aber seine Schüler und Nachkommen taten dies nicht.

## Bewertung
Für das chinesische Kultur- und Buddhistenmilieu, insbesondere in China, kann man sagen, dass Nan Huaijin eine unumgängliche Figur ist. Doch egal ob im kulturellen oder religiösen Bereich, die Bewertungen sind klar und extrem unterschiedlich, mit radikalen Meinungsverschiedenheiten. Anhänger preisen ihn als Meister der drei Lehren des Konfuzianismus, Buddhismus und Daoismus, als Meister der Nationalstudien und als Sammler der chinesischen Kultur. Gegner hingegen behaupten, er sei weder Gelehrter noch Meister. In den späten 1990er Jahren, aufgrund der kulturellen Revolution, war vielen jungen Menschen die traditionelle Kultur nicht bekannt. Nan Huaijin nutzte diese Gelegenheit, um Konzepte der drei Schulen von Konfuzianismus, Buddhismus und Daoismus zu kombinieren und schrieb viele Bücher. Dadurch wurden Außenstehende der Ansicht, dass er ein Meister der drei Lehren sei. In den Augen der Insider der drei Schulen gehört Nan Huaijin jedoch keiner einzigen an. Er benutzte rein die Konzepte der drei Schulen und kombinierte sie mit seinen eigenen, grenzenlosen Erklärungen, was zu einer Theorie der "Vier-Nicht-Gleiche" führte.
Ein buddhistischer Meister sagte einmal: Das Ziel des Buddhismus ist es, den Menschen von Geburt und Tod zu befreien. Alles, was Menschen nicht von Geburt und Tod befreien kann, ist keine buddhistische Lehre, sondern gehört zu den äußeren Wegen. Obwohl Nan Huaijin viele Bücher über den Buddhismus veröffentlicht hat und ein Buddhist ist, ist er nicht jemand, der von der Lehre befreit ist. Die Gründe hierfür sind:
- Erstens haben Nan Huaijins Lehrer die Befreiung nicht erreicht, und er hat nicht die wahre Lehre gelehrt, die Menschen von Geburt und Tod befreien kann.
- Zweitens hat niemand bestätigt, dass Nan Huaijin Erleuchtung erlangt hat.
- Drittens konnte Nan Huaijin nicht einmal eine einfache Nikotinsucht überwinden, was zeigt, dass er keine grundlegende Willenskraft hatte.
- Viertens sind Nan Huaijins Reliquien falsch.

| Personendaten    | Personendaten                           |
| ---------------- | --------------------------------------- |
| NAME             | Nan, Huai-Chin                          |
| ALTERNATIVNAMEN  | Nan, Huaijin                            |
| KURZBESCHREIBUNG | chinesischer Lehrer des Chan-Buddhismus |
| GEBURTSDATUM     | 18. März 1918                           |
| GEBURTSORT       | Kreis Yueqing                           |
| STERBEDATUM      | 29. September 2012                      |
| STERBEORT        | Suzhou                                  |